# Csorna–Foktői-csatorna
A Csorna–Foktői-csatorna Bács-Kiskun vármegyében, Szakmár külterületén ágazik ki a Duna-völgyi-főcsatornából, amely ezen a szakaszon Szakmár és Kecel közigazgatási területeinek természetes határvonala. A csatorna a kiágazásától kezdve a gyakori kanyarvételek dacára alapvetően nyugat-délnyugati irányban halad Foktőig, ahol beletorkollik a Dunába. Építése 1927-ben kezdődött és a második világháború után fejeződött be. Nevezik Csorna-Foktői árapasztó csatornának, valamint helyben hívják Vajasnak is, bár valójában ezen a néven korábban a Kalocsa belterületén és az attól délre elhelyezkedő, beiszapolódás miatt a 19. század végére már lényegében holt mederré vált természetes vizet nevezték.
Vízgazdálkodási szempontból a Dél-Duna-völgyi vízrendszer egyik jelentős dunai kivezetése, a Sárközi vízrendszer határvize. Torkolatánál üzemel a 7,4 m3/s-os teljesítményű Foktői szivattyútelep, mely magas dunai vízállások esetén is képes a belvizek Dunába való átemelésére, amikor a gravitációs kivezetés lehetősége megszűnik. A szivattyútelep kapacitásából ilyen esetekben mintegy 5,0 m3/s vehető igénybe a Duna-völgyi-főcsatorna tehermentesítésére.
A csatorna a Duna-völgyi-főcsatornából való kiágazása után nyugat-délnyugati irányba indul, majd néhány száz méter után befogadja az északról érkező Kígyós-csatornát. Néhány kisebb vízfolyás befogadása után délnek fordulva éri el Szakmár Külsőcsornaszállás településrészét, amely a vízfolyás egyik névadó helysége; majd a dél felé kiágazó Maloméri-főcsatorna elágazási pontjánál nyugatnak fordul. A következő jelentősebb vízfolyás, ami belecsatlakozik, a Széna-réti-csatorna, ezután ismét délnek fordul, majd egy újabb nyugati irányú kanyarvételt követően elhalad a szakmári halastórendszer és Szakmár község központja mellett, mindkettőtől északra. Az Inámi-csatorna becsatlakozása után hamarosan eléri Kalocsa belterületének szélét, a városnak egészen az Érsekkertig az északi szélén húzódik. Közben keresztezi az 51-es főutat, illetve a keresztezéstől néhány méterre befogadja a Nagy-éri-csatornát is, majd az Érsekkert mellett elhaladva délnek, sőt délkeletnek fordul, és egy nagy kanyart tesz Kalocsa belvárosában. A város utolsó házait elhagyva rövidesen eléri Foktő községet, melynek központi részén halad keresztül, végül délnek fordul és mintegy két kilométerre a falutól éri el a Dunát.
A csatorna kedvelt horgászvíz, jellemző halfajai – a Sárköz-vízrendszer más vizeihez hasonlóan – az amur, a ponty, a kárászok, a compó, a bodorka, a dévér- és karikakeszeg, a vörösszárnyú keszeg, a harcsa, a törpeharcsa, valamint a csuka, és a süllő.

## Part menti települések
- Szakmár
- Kalocsa
- Foktő

## Külső hivatkozások
- Kemény János: A kalocsai Vajas-meder szabályozásának története (tanulmány a Csorna–Foktői-csatorna létesítéséről és a környék vízrendezésének történelmi előzményeiről) Archiválva 2016. június 22-i dátummal a Wayback Machine-ben